# ポケ森もくもく木曜日
『ポケ森もくもく木曜日』（ポケもりもくもくもくようび）は、インターネットテレビ局AbemaTVのウルトラゲームスチャンネルで2018年10月18日から配信する『どうぶつの森 ポケットキャンプ』を題材とするゲーム情報番組。タイトルロゴは『ポケ森木木木曜日』。略称および推奨ハッシュタグは『ポケもく』。同年12月27日に最終回。

## 番組概要
スマートフォン向けゲーム『どうぶつの森 ポケットキャンプ』（以下、ポケ森）を題材としたゲーム情報番組、トーク番組。MCはポケ森やりこみユーザーの千秋、ほどほどの南明奈、番組第1回で初プレイとなる加藤ローサが担当。加藤にとっては結婚出産後初のレギュラー番組。MC陣3名は初共演であり、共通点は結婚していることのみであった。
基本的な番組進行は加藤が行い、前半は加藤のゲームプレイを、千秋らのアドバイスを受けながら配信。後半は毎週ゲームのテーマであるスローライフに関連するゲストを呼び、料理、小物作り、行事、アウトドアなどのトークを繰り広げた。

## 出演者
- 千秋
- 南明奈
- 加藤ローサ

## おもなコーナー
- 教えて千秋先生
  - キャンパーレベル100オーバーの千秋が、ポケ森豆知識や、視聴者からの疑問に答えるコーナー。
- ポケ森NEWS
  - 任天堂からのポケ森関連ニュースを伝えるコーナー。キャスター役は南が務め、このコーナーのみメガネを着用する。第1回では番組開始を受けた「リーフチケット×50枚配布」をニュース配信[4]。